# Dolenja Dobrava (Trebnje, Slovenija)
Dolenja Dobrava je naselje u slovenskoj Općini Trebnju. Dolenja Dobrava se nalazi u pokrajini Dolenjskoj i statističkoj regiji Jugoistočnoj Sloveniji. 

## Stanovništvo
Prema popisu stanovništva iz 2002. godine naselje je imalo 62 stanovnika.